# Починок (Фетининский сельсовет)
Починок — деревня в Бабушкинском районе Вологодской области.
Входит в состав сельского поселения Миньковское (до 2015 года входила в Юркинское сельское поселение), с точки зрения административно-территориального деления — в Фетининский сельсовет.
Расстояние до районного центра села имени Бабушкина по автодороге — 76 км, до деревни Юркино по прямой — 18 км. Ближайшие населённые пункты — Фетинино, Павлово, Скородумово.
По данным переписи в 2002 году постоянного населения не было.